# 知多半島映画祭
知多半島映画祭（ちたはんとうえいがさい、英語名称ChitaHanto Film Festival、略称CHFF）は2011年から愛知県知多半島で行われている映画祭。
第5回は、2015.10.17に開催を予定している。

## 概要
鈴木啓介を中心とした知多半島映画祭実行委員会が主催する地方映画祭である。映画文化の発展と愛知県知多半島の地域活性化を目的に2011年から開催。

## CHFF2011.10.01
特別上映作品
- 「 リンダリンダリンダ」　監督：山下敦弘　主演：ペ・ドゥナ・香椎由宇・前田亜季・関根史織

コンペディション・短編映画
- 上映作品数：6本
- 作品総応募数：96本

受賞作品
- グランプリ作品
  - 「美雪の風鈴」監督：落合賢　主演：真野恵里菜・石田卓也
    - 腹違いの弟を連れ、美雪は祖母の田舎を訪ねる。あまりの不便さに不満をもつ美雪はある日、森の中で世界大戦中に落とされた不発弾を見る...
- 準グランプリ作品
  - 「街灯りの向こうに」監督：山本亜希　主演：奥田瑛二・中村優子
    - 結婚を間近に控えたゆかこは独身最後の里帰りをする。母との待ち合わせ場所に向かうと、そこにはほとんど交流のなかった父親が待っていた...

## 主なゲスト
[松岡茉優] 第３回知多半島映画祭
俳優・声優・モデル
- 広澤草「twicine　スキャンダル」「結び目」（2010年）

映画監督
- 山下敦弘「リンダリンダリンダ」（2005年）「マイ・バック・ページ」（2011年）